# Марковичі
Марко́вичі — козацький рід XVII — XVIII сторіччя. Походить від Марка Марковича. Самоназва — Марке́вичі (пол. Markiewicz) на зразок шляхетного роду Речі Посполитої.

## Опис
Питання про його походження викликало свого часу гарячі суперечки, однак так і залишилося до кінця не з'ясованим. Оскільки прізвище Маркевич (Маркович) — патримоніальне, тобто спочатку було по батькові, то воно широко розповсюджене в деяких народів (поляків, українців, чехів, білорусів, сербів,).
О. Лазаревський дотримувався версії про сербське походження Марковичів, П. Дорошенко доводив їх місцеве українське походження, прибічником сербської версії був, також,М. Маркович.Більшість істориків схиляється до балканської версії походження Марковичів.
- Засновником роду Марковичів-Маркевичів був Марко († 1712) — орендар прилуцький та пирятинський, володів значними маєтностями. Його ім'я й стало родовим прізвищем для нащадків. Власним коштом звів Пречистенську церкву у Прилуках, в якій був титарем. Багато жертвував на благодійницькі справи, за що й набув честі упокоїтися в Густинському монастирі. Мав п'ятеро синів і сім дочок від дружини, дочки прилуцького старости Григорія Корнієнка, який став засновником славетного роду Ограновичів (після зміни свого прізвища). Сини Марка належали до козацької старшини:
  - Андрій Маркевич — лубенський полковник і генеральний підскарбій.
    - Старший син Андрія, Маркевич Яків Андрійович — український письменник-мемуарист, державний діяч Гетьманщини. Один з найосвіченіших людей свого часу. Започаткував чернігівську лінію роду Марковичів, до якої, зокрема, належали історики Яків Маркович та Олександр Маркович.
    - Другий син Андрія, Маркович Семен Андрійович, став засновником роменської лінії. До неї належали, зокрема, Василь Маркович — начальник канцелярії військового міністра; його син Опанас Маркевич — етнограф, член Кирило-Мефодіївського братства, який взяв шлюб з письменницею Марко Вовчок, та його небіж, письменник Дмитро Маркович, що став генеральним прокурором Української народної республіки та сенатором Української держави. Нащадки цього шляхетного роду мешкають нині у Рівному.

  - Іван Маркевич — прилуцький сотник та полковий суддя.
  - Федір Маркович — прилуцький сотник і бунчуковий товариш. Заснував прилуцьку лінію, представники якої у XIX сторіччі стали називатися Маркевичами.
  - Дочка Марка, Анастасія Маркович, стала дружиною гетьмана Івана Скоропадського, на якого мала значний вплив, так що козаки говорили: «Іван носить плахту, а Настя булаву».
    - Андрій Іванович Маркевич — дипломат у Дрездені і Константинополі, батько Маркевича Миколи Андрійовича, син Івана Андрійовича Маркевича.

## Відмінний герб

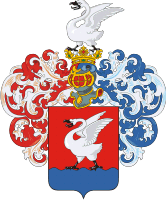
герб Маркевичів

У червоному щиті на лазурному хвилеподібному краї стоїть срібний лебідь з чорними очима, дзьобом і лапами.
Над щитом дворянський шолом з короною.
Нашоломник: срібний лебідь з чорними очима, дзьобом і лапами.
Намет: праворуч — червлений зі сріблом, ліворуч — лазурний зі сріблом.